# Les Contemplations
Pour les articles homonymes, voir Contemplation (homonymie).
 (novembre 2022).
Les Contemplations est un recueil de poèmes écrit par Victor Hugo et publié en 1856. Il est composé de 158 poèmes, rassemblés en six livres. La plupart de ces poèmes ont été écrits entre 1841 et 1855, mais les plus anciens datent de 1830.
Les Contemplations constituent un recueil qui aborde les thèmes de l’amour, la joie, mais aussi de la mort, du deuil et même d'une certaine foi mystique. Le souvenir, surtout, y prend une place prépondérante, puisque Victor Hugo y expérimente le genre de l'autobiographie versifiée. Ce recueil est également un hommage à sa fille Léopoldine Hugo, accidentellement morte noyée dans la Seine à Villequier en 1843.

## Contexte
Bien que prolongeant dans sa première partie le lyrisme des œuvres antérieures comme Les Rayons et les Ombres (1840), le recueil des Contemplations est aussi une rupture avec ce lyrisme, annonçant une poésie plus sombre. Ainsi, Les Contemplations constituent une œuvre majeure qui correspond à une seconde naissance poétique de Victor Hugo, profondément marqué et changé par la disparition de sa fille, qui mènera à ses œuvres ultérieures telles que La Légende des siècles (1859 - 1883).

## Structure du livre
Le livre s'organise en deux parties, respectivement intitulées Autrefois et Aujourd'hui, comprenant chacune trois chapitres.
- « Autrefois » (1830 - 1843)
  - I. « Aurore » : livre de la jeunesse évoquant les souvenirs de collège du poète, ses premiers émois amoureux et ses premières luttes littéraires.
  - II. « L'âme en fleur » : livre des amours, constitué de poèmes évoquant les premiers temps de son union avec Juliette Drouet.
  - III. « Les luttes et les rêves » : livre de la pitié et premier pas vers la considération de la misère du monde.
- « Aujourd'hui » (1843 - 1855)
  - IV. « Pauca meae » : livre du deuil où le poète tente d'établir une forme de communication avec sa fille défunte.
  - V. « En marche » : livre de l'énergie retrouvée où le poète expatrié va chercher de nouvelles raisons de vivre dans la méditation.
  - VI. « Au bord de l'infini » : livre des certitudes. Il y règne une ambiance fantastique et surnaturelle, traversée de spectres, d'anges et d'esprits qui apportent des révélations au poète. L'angoisse alterne encore avec l'espérance, mais c'est finalement celle-ci qui l'emporte.
- « À celle qui est restée en France »: épilogue composé de huit sections. Il est dédié à Léopoldine Hugo, qui occupe une place centrale dans ce recueil.

À première vue, le recueil semble organisé selon un ordre chronologique, mais Victor Hugo a faussé la date d'écriture de certains de ses poèmes. Il faut en déduire que l'ordre choisi est plus psychologique qu'historique.

## Analyse

### Les Contemplationscomme recueil de l’amour
L’amour dans les Contemplations prend différentes formes. Il peut s’agir de l’amour maladroit du jeune homme, comme dans la Vieille chanson du jeune temps : c’est un amour où l’expression des sentiments est maladroite et hésitante. L’amour sensuel a aussi une place importante dans le recueil. La sensualité est présentée comme discrète (comme dans la majorité des poèmes) ou, exceptionnellement, érotique. L’amour est ainsi source de bonheur et de joie, mais est également source de souffrance lorsque l'auteur évoque la mort de sa fille.

### Lyrisme amoureux et nature
Les poèmes de l’amour sont aussi des poèmes de la nature : « nous allions au verger cueillir des bigarreaux ». Le lyrisme amoureux se mêle au lyrisme de la nature sans qu’ils se confondent. Ce n’est pas l’amour malheureux que Hugo chante, mais, au contraire, l’amour comme source de plénitude, de bonheur à deux et de communion avec la nature.
Le poète exprime la nature et l'amour sous la forme de poèmes brefs, comme s'il cherchait plus à capter un moment fugitif qu’à donner une longue peinture de ses sentiments. Hugo se concentre sur quelques parties de la réalité en donnant ainsi une image fragmentée : il ne fait pas de portrait de pied en cap de la femme qu’il aime, mais évoque sa nuque ou ses pieds et ses cheveux. La nature elle-même est décrite de façon très fragmentaire : Hugo évoque un arbre et ses branches, la rive et les joncs . Dans les poèmes d’amour, l’amour et la nature sont intimement liés, faisant apparaître la nature comme l'espace privilégié de la fusion du poète et de la femme aimée.

### Les Contemplationscomme œuvre du deuil
Les Contemplations est un recueil centré sur la nostalgie et en particulier sur le souvenir de Léopoldine, la fille du poète, qui meurt noyée dans la Seine avec son mari le 4 septembre 1843, dont Hugo apprend la mort par hasard dans la presse le 9 septembre 1843 à Rochefort alors qu'il revient d'un voyage en Espagne avec Juliette Drouet. La mort de sa fille conditionne en effet la structure du livre et sa séparation en deux parties.
Hugo choisit les vers pour raconter la traversée de son deuil, ceux-ci permettant de mettre en forme cette expérience douloureuse et de la dépasser. La contrainte poétique est une manière de canaliser l'affect en coulant l'informel comme dans un moule de formes préexistantes ; le sonnet ou les structures rythmiques.
Le destinataire de Pauca meae semble être d’abord sa fille Léopoldine, à laquelle Hugo s’adresse. Il écrit, par exemple dans le quatorzième poème du livre, Demain, dès l'aube…, « vois-tu, je sais que tu m’attends ». Le poète, qui ne semble plus à même de comprendre les desseins de Dieu, s’adresse aussi aux autres hommes, car ses souffrances sont celles de tous : « homo sum » écrit-il dans la préface. La poésie se fait un appel à des sentiments universels.
Le poète évoque les moments heureux passés avec sa fille : Hugo évoque également les contes qu’il racontait à ses enfants. Le titre Pauca meae renvoie à sa fille. Étant donné que pauca signifie « peu de choses » et meae « la mienne », on pourrait le traduire par « le peu de choses qu'il reste pour / de ma fille ». Les moments passés ensemble sont toujours évoqués de façon vague et fragmentaire : parmi les dix-sept poèmes de Pauca meae, seuls quatre décrivent des scènes du passé. Pauca meae sont avant tout des poèmes de la souffrance : il est question de douleurs dans neuf poèmes des dix-sept composant Pauca meae.
Hugo montre aussi clairement son refus de la mort et ne cesse d’interroger Dieu quant au sens du décès de Léopoldine. Cette mort fait vaciller da foi et sa confiance en Dieu, et jusqu'à l’idée que le Poète doit se faire messager de Dieu et guide des peuples (idée pourtant ancienne chez Hugo). Parallèlement, Hugo avoue son incapacité à comprendre les desseins de Dieu et sa soumission à la volonté divine. Il esquisse par là l’idée que la vie se termine par un mystère que nul ne peut comprendre.
Quant au ton et au style de Hugo, sa langue et sa poésie se caractérisent par leur simplicité. Les mêmes rimes reviennent d’un poème à un autre. Hugo rejette le pathos ; il a ainsi recours à un double pour parler de ses propres souffrances, donnant ainsi l’impression de parler d’un autre. Il évite d'exagérer son lyrisme personnel, écrivant par exemple « Je ne regarderai ni l’or du soir qui tombe / Ni les voiles au loin descendant vers Harfleur », comme pour rejeter un sentimentalisme facile.

### La Mystique du poète
En 1853, ont lieu les séances de tables tournantes chez Delphine de Girardin. Cette expérience permet au poète de se former une nouvelle religion, très précisément évoquée dans le poème des Contemplations intitulé « Ce que dit la bouche d'ombre ». Panthéisme et christianisme s'y mêlent pour former une pensée qui relève aussi bien de la religion que de la philosophie.
L'idée-même de « contemplation » (du latin contemplari, qui signifie aussi bien « regarder attentivement » que « considérer par la pensée ») joue de l'origine religieuse du mot (qui appartient dans l'ancienne Rome à la langue augurale) : il s'agit, pour le songeur (car « rêver », « songer » et « contempler » sont employés presque indifféremment dans le recueil), de fixer son regard sur la nature jusqu'à percevoir, au-delà du visible, le sens abstrait qu'il délivre. Dans le pan de réel délimité par son regard, le contemplateur s'efforce d'interpréter des signes : la nature est un livre où se donne à déchiffrer le texte divin. L'importance accordée par le recueil à la vision doit donc être reliée à la conception hugolienne du divin.
Le dieu de Hugo n'est ni tout à fait impersonnel, ni tout à fait anthropomorphe : il serait plutôt la voix de la conscience, une forme intime et vivante de loi morale. C'est un dieu tout-puissant mais inconnaissable pour l'homme, et dont le christianisme n'offrirait qu'une image approximative, car il s'agirait d'une entité universelle et libérée de toute religion.
Hugo croit au caractère surnaturel de la poésie qui lui permettrait de traduire la voix de l'au-delà. Le poète est pour lui un voyant et un messager de l'infini. Enfin, Les Contemplations sont pour Hugo l'occasion d'affirmer sa croyance en l'immortalité de l'âme et en la métempsycose.

## Contenu

### Poèmes importants
- La vie aux champs (I, 6)
- Réponse à un acte d'accusation (I, 7)
- Melancholia (III, 2)
- Magnitudo parvi (III, 30)
- Ô souvenirs... (IV, 9)
- Veni, vidi, vixi (IV, 13)
- Demain, dès l'aube... (IV, 14)
- Ce que dit la bouche d'ombre (VI, 26)
- À celle qui est restée en France (dernier poème)

## Postérité
Le roman Les Contemplées de Pauline Hillier, paru en 2023 à La Manufacture de livres, fait référence aux Contemplations de Hugo.
En 2024, l'organiste et compositeur Dominique Chevalier compose Au bord de l'infini, inspiré par plusieurs extraits des Contemplations.